# オンゲ族
オンゲ族（オンゲぞく、Onge people、ÖngeまたはOngee）とは、インド領アンダマン諸島に住み、狩猟採集生活を行っている先住部族の一つである。

## 歴史
オンゲ族は、アンダマン諸島のジャラワ族たちと同じく、その地理的要因から孤立した部族の一つであり、数万年の間、殆ど外部との接触をせずに生活してきた。

## 言語
オンゲ族は、インド・マレー系の民族とは全く異なるアンダマン諸島系の独自の言語「オンゲ語」を話す。「オンゲ」とは彼等の言語で「完璧な人」を意味する言葉である。
オンゲ語は2つあるオンガン語（アンダマン南部諸語）のうちの1つである。オンゲ語はかつて小アンダマン全域、北部の小さな島々、そしておそらく南アンダマン島の南端で話されていた。19世紀半ば以降、イギリス人がアンダマン諸島に到着し、インド独立後は本土からインド人入植者が大量に流入したため、オンゲ語を話す人の数は減少した。2006年現在、オンゲ語の母語話者は94人で、小アンダマン島北東部の単一集落に限られており、絶滅危惧言語となっている。
オンゲ語が属するオンガン諸語は、ジュリエット・ブレヴィンスによって、オーストロネシア語などのアジア大陸の言語と近縁であると提唱されている。しかし、この仮説は（言語学で用いられる）比較法によって支持されないと結論づけ、またブレヴィンスの仮説に対して非言語学的（文化的、考古学的、生物学的など）な証拠を挙げているロバート・ブルストなど、他の言語学者からはあまり良い評価を受けていない。 George van Driem (2011)はブレヴィンスの証拠を「説得力がない」とみなしているが、彼はいくつかの類似点が接触・借用の結果である可能性を残しており、Hoogervorst (2012)もこの立場をとっている。

## 生活

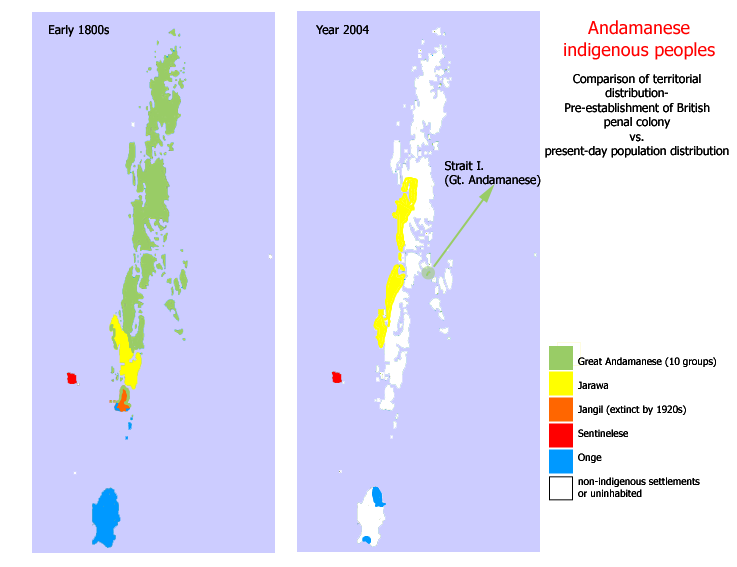
1800年代初期と2004年のアンダマン諸島民の部族の分布の変化（青色の部分がオンゲ族の分布領域）

オンゲ族の生活は小弓と矢を使って、イノシシや鳥類を狩猟したり、川の浅瀬や海岸で網を使って、魚・カニ・エビなどを獲ったり、果物や木の実を収集して生活を行っている。オンゲ族の男性は一人でイノシシを狩ることが出来るようになるまでは一人前と認められず結婚することが出来ないこともある。

## 津波に関する伝承
オンゲ族には、大津波に関する説話が伝承されており、2004年に起きたスマトラ沖大地震の際には、この伝承に基づいてオンゲ族の96人全員が高地に避難して生存することが出来た。

## 人口
1901年の人口調査では672人からなる部族であったが、1911年に631人、1921年に346人、1931年に250人、1951年に150人と減少した。
乳幼児の死亡率も約40%程度あるため、生殖指数は0.91であり深刻な人口減少問題に直面している。
2008年の時点での人口は96人程度であるとされていたが、その後2011年には101を超えて増加に転じている。これは、現地の衛生環境の向上などが挙げられ、2017年には、依然として文化的、生物学的アイデンティティを維持しており、総人口が117人に増加した。今後は、医療設備の改善による乳幼児死亡率の大幅減少に伴い、急増するとインド政府は試算している。
外来との接触が歴史的に少ない集団であったため、病原菌に対する抵抗力も弱く、人口減少を危惧したインド政府は
オンゲ族を2つの保護区に分けて統制管理し、部外者との接触を制御している
。

## 遺伝子
オンゲ族のY染色体ハプログループは出アフリカ後に北ルートをとったモンゴロイド系ハプログループDが多く約4万年前にチベット高原で分離し、そこから中国南部を通り、アマンダン諸島に南下したと考えられている。。
一方ミトコンドリアDNAハプログループは出アフリカ後南ルートをとったオーストラロイド系ハプログループM31,M32のみで占められている。
遺伝子分析により、オンゲ族は東南アジアを祖先に持つ遺伝子が32％観察されている。